# Cremona (månkrater)
För andra betydelser, se Cremona (olika betydelser).
Cremona är en nedslagskrater på månen. Cremona har fått sitt namn efter den italienska matematikern Luigi Cremona.

## Satellitkratrar
| Cremona | Latitud | Longitud | Diameter |
| ------- | ------- | -------- | -------- |
| A       | 69,6° N | 91,0° V  | 47 km    |
| B       | 67,9° N | 92,4° V  | 20 km    |
| C       | 67,2° N | 92,2° V  | 15 km    |
| L       | 66,1° N | 90,0° V  | 23 km    |